# Kanbayashi Snowboard Park
Der Kanbayashi Snowboard Park war eine temporäre Wettkampfstätte mit einer Halfpipe für Snowboard in der japanischen Stadt Yamanouchi.
Während der Olympischen Winterspiele 1998 in Nagano war die Anlage Austragungsort der ersten olympischen Halfpipe-Wettkämpfe im Snowboard.
Die Halfpipe war 120 Meter lang, 15 Meter breit und maß 3,5 Meter in der Höhe. Die Steigung der Außenseiten betrug im Durchschnitt 18°. Im Zielbereich des Parks wurde ein fünfstöckiges Gebäude mit Räumlichkeiten für die Athleten, die Punktrichter und die Presse errichtet. Des Weiteren gab es im Zielbereich eine Stahlrohrtribüne, welche 1096 Personen Platz bot. Entlang der Halfpipe konnten weitere Zuschauer den Wettkämpfen beiwohnen. Neben den Stehplätzen wurden hierfür auch vier weitere Stahlrohrtribünen errichtet. Somit wurde eine Kapazität von 10.000 Plätzen erreicht. Zudem gab es eine Videowand.